# Platypalpus vicinus
Platypalpus vicinus är en tvåvingeart som beskrevs av Smith 1969. Platypalpus vicinus ingår i släktet Platypalpus och familjen puckeldansflugor. Inga underarter finns listade i Catalogue of Life.